# Orite à gorge blanche
Aegithalos niveogularis
Espèce
Statut de conservation UICN

 LC  : Préoccupation mineure
Répartition géographique
L'Orite à gorge blanche (Aegithalos niveogularis) est une espèce de passereaux de la famille des Aegithalidae. Elle est présente dans l'Himalaya, en Inde, au Népal et au Pakistan. Son habitat naturel est les forêts de montagne humides subtropicales ou tropicales.